# Rozbeh Asmani
Rozbeh Asmani (* 1983 in Shiraz) ist ein im Iran geborener, deutscher Künstler und Professor für Neue Medien und angewandte Grafik im Bezugsfeld Bildender Kunst am Caspar-David-Friedrich-Institut der Universität Greifswald.

## Leben
Nach seinem Studium an der Hochschule für Grafik und Buchkunst Leipzig war er Meisterschüler von Günther Selichar. Als Postgraduierter an der Kunsthochschule für Medien Köln erhielt er 2013 für seine Arbeit Colourmarks den Förderpreis. Seine Arbeiten wurden in Gruppenausstellungen deutscher Museen wie dem Kupferstichkabinett Berlin, dem Museum für Kunst und Gewerbe Hamburg, dem Kunstmuseum Bonn und der Galerie für Zeitgenössische Kunst Leipzig gezeigt.
Rozbeh Asmani setzt sich künstlerisch mit der Ästhetik des Kapitalismus auseinander. Die Werkgruppe Colourmarks ist das Ergebnis seiner seit 2009 bis heute andauernden Recherche der Farbmarken, die beim Deutschen Patent- und Markenamt angemeldet sind. Er visualisiert damit den Einfluss auf das menschliche kollektive Gedächtnis, der dadurch entsteht, dass Farben von Firmen für ihre Corporate Identity verwendet werden. Im Siebdruck und C-Print-Verfahren entstehen abstrakte Farbtafeln. Seine Arbeiten weisen Einflüsse westlicher und östlicher Kultur auf.
2015 wurde er als erster Künstler in das Junge Kolleg der Nordrhein-Westfälischen Akademie der Wissenschaften und der Künste berufen. Seit 2020 ist Asmani Professor für Neue Medien und angewandte Grafik im Bezugsfeld Bildender Kunst am Caspar-David-Friedrich-Institut der Universität Greifswald.

## Auszeichnungen
- 2013: KHM-Förderpreis[8]
- 2015: Berufung in das Junge Kolleg der Nordrhein-Westfälischen Akademie der Wissenschaften und der Künste.[9]
- 2017: Katalogförderung: Junge Szene – Visuelle Kuns, Kunststiftung NRW[10]
- 2023: Mitglied der Nordrhein-Westfälischen Akademie der Wissenschaften und der Künste

## Veröffentlichungen
- Rozbeh Asmani (ed.): caspar.reloaded - Kunst Stadt Werbung, ARTISTs PRESS, Berlin, 2025, ISBN 978-3-949990-03-8
- Museum Ritter (ed.): Rozbeh Asmani - All Our Colours, Marli Hoppe-Ritter-Stiftung, 2023
- Rozbeh Asmani (ed.): Litfaß/Kiosk, Edition KHM Künstlerbücher, 2018, ISBN 978-3-942154-44-4
- Christoph Michels, Rozbeh Asmani, Clarissa Blume (ed.): Erinnerung. Studien zu Konstruktionen, Persistenzen und gesellschaftlichem Wandel, erschienen in der Reihe: Nordrhein-Westfälische Akademie der Wissenschaften und der Künste - Junges Kolleg, Verlag Ferdinand Schöningh, Paderborn 2018, ISBN 978-3-657-70146-9
- Steffen Freitag, Michaela Geierhos, Rozbeh Asmani, Judith Haug (ed.): Unschärfe - Der Umgang mit fehlender Eindeutigkeit, erschienen in der Reihe: Nordrhein-Westfälische Akademie der Wissenschaften und der Künste - Junges Kolleg, Verlag Ferdinand Schöningh, Paderborn 2018, ISBN 978-3- 506-78896-2
- 72 Colourmarks. Spector Books, Leipzig 2017, ISBN 978-3-95905-152-1